# Lluïsa del Regne Unit
Lluïsa del Regne Unit, princesa reial i duquessa de Fife (Londres 1867 - 1931). Nascuda a Malbororugh House, la que era residència oficial a Londres dels seus pares els prínceps de Gal·les i futurs reis Eduard VII del Regne Unit i Alexandra el dia 20 de febrer de 1867. Els seus avis eren la reina Victòria I del Regne Unit i el príncep Albert de Saxònia-Coburg Gotha per via paterna, i per via materna era neta del rei Cristià IX de Dinamarca i de la princesa Lluïsa de Hessen-Kassel.
Aquest parentiu la convertia en cosina en primera grau del rei Cristià IX de Dinamarca, del tsar Nicolau II de Rússia, de la tsarina Alexandra de Hessen-Darmstadt, del rei Constantí II de Grècia, del rei Haakon VII de Noruega, del rei Guillem II de Prússia, de la reina Maria de Romania i de la reina Victòria Eugènia de Battenberg.
Crescuda bàsicament a la finca rural de Sandringham al comtat de Norfolk, va rebre junt amb les seves germanes, les princeses Victòria del Regne Unit i Maud del Regne Unit, una educació molt limitada per les formalitats del període victorià.
El 27 de juny de 1889 la princesa Lluïsa es casà amb l'aristòcrata escocès Alexandre Duff. Dos dies abans del casament la reina Victòria I del Regne Unit l'elevà de la categoria de comte a la de duc i li atorgà el títol de marquès de MacDuff amb la qualitat de par del Regne Unit. La parella es casà a la capella privada del Palau de Buckingham. La parella tingué dues filles que arribaren a edat adulta i un fill que nasqué mort:
- Lady Alexandra Duff nascuda a Richmond el 1891 i morta a Londres el 1959. Es casà amb el príncep Artur del Regne Unit l'any 1913. L'any 1905 fou creada princesa del Regne Unit de la Gran Bretanya i d'Irlanda amb el grau d'Altesa pel seu avi el rei Eduard VII del Regne Unit.

- Lady Maud Duff nascuda a Richmond el 1893 i morta a Londres el 1945 Es casà amb Carles de Carnegie el 1923. L'any 1905 fou creada princesa del Regne Unit de la Gran Bretanya i d'Irlanda amb el grau d'Altesa pel seu avi el rei Eduard VII del Regne Unit.

L'any 1905 fou nomenada pel seu pare "princesa reial del Regne Unit i d'Irlanda" una distinció que es concedeix a les filles grans del reis britànics. Alhora que concedia el títol de princeses amb el grau d'altesa a les seves netes.
L'any 1911 mentre la família navegava amb destinació a Egipte i passaven per davant de les costes de Marroc, el seu vaixell va naufragar. Malgrat que van sortir il·lesos del contratemps la salut del duc va quedar greument afectada i un any després moria a la ciutat d'Assuan. La princesa reial es convertí en duquessa viuda de Fife i el títol traspassà a la seva filla la ja princesa Alexandra Duff.
La princesa reial morí a Londres l'any 1931 a la seva casa de Portman Square i fou enterrada a Windsor. Anys després fou traslladada a la capella privada dels ducs de Fife al comtat d'Aberdeen a Escòcia.